# 高雄市公車紅69路
高雄市公車紅69路，由高雄客運營運，起點為捷運南岡山站，終點為岡山高中。

## 歷史
- 2010年9月11日闢駛，分為A、B兩線，A線原路線為「捷運橋頭火車站－岡山高中」，B線原路線「捷運橋頭火車站－高雄科學園區」[1]。
- 2012年12月23日，捷運南岡山站通車，起始站改為捷運南岡山站。
- 2016年2月16日起，因應國際油價下跌，配合高雄市政府交通局「潛力公車路線加密班次計畫」第二波，加密班次。[2]

## 停站
參見右側路線圖

## 外部連結
- 高雄市公車動態資訊系統 （页面存档备份，存于）
- 高雄客運官網 （页面存档备份，存于）
- 轉動高雄青春夢的Facebook專頁